# Nelipiwka (rejon kramatorski)
Nelipiwka (ukr. Неліпівка) – wieś na Ukrainie, w obwodzie donieckim, w rejonie kramatorskim, w hromadzie Konstantynówka. W 2001 liczyła 41 mieszkańców.